# رايموند بوكلاند
رايموند بوكلاند (بالإنجليزية: Raymond Buckland)‏ هو كاتب بريطاني، ولد في 31 أغسطس 1934 في لندن في المملكة المتحدة، وتوفي في 28 سبتمبر 2017.